# Stéphanie av Luxemburg
Stéphanie, arvstorhertiginna av Luxemburg, född Stéphanie Marie Claudine Christine de Lannoy 18 februari 1984 i Ronse, Östflandern, Belgien, är hustru till arvstorhertig Guillaume av Luxemburg.

## Biografi
Stéphanie föddes 18 februari 1984 i Ronse, Östflandern, Belgien. Hon är yngsta dotter till greve Philippe de Lannoy och hans hustru grevinnan Alix della Faille de Leverghem och har sex äldre syskon. Hon växte upp på Château d'Anvaing i Anvaing.

### Utbildning
Stéphanie gick i den flamländskspråkiga skolan Sancta Maria de Ronse och flyttade sedan till Frankrike för att fortsätta sin utbildning vid Collège Saint-Odile. Hon återvände sedan till Belgien för att studera vid L'Institut de la Vierge Fidèle i Bryssel. Hon flyttade senare till Moskva, där hon studerade ryska språket och rysk litteratur. Hon tog en kandidatexamen i tysk filologi vid Louvain-la-Neuve och en masterexamen i Berlin. Under sina masterstudier gjorde hon praktik på L'Agence wallonne à l'Exportation i Berlin.

### Förlovning och giftermål
Arvstorhertigen Guillaume av Luxemburg och grevinnan Stéphanie hade varit ett par i ungefär två år innan de förlovade sig. Förlovningen eklaterades 26 april 2012. Den civila vigselceremonin skedde i stadshuset 19 oktober 2012 och den religiösa ceremonin dagen därpå, 20 oktober 2012. 

Arvstorhertigparets monogram

### Barn
Den 10 maj 2020 föddes Stephanie och Guillames första barn, prins Charles av Luxemburg. Den 27 mars 2023, fick de sin andra, son prins François av Luxemburg.

## Titel
- 18 februari 1984 – 19 oktober 2012: Grevinnan Stéphanie Marie Claudine Christine de Lannoy
- 19–20 oktober 2012: Hennes Kungliga Höghet Prinsessan Stéphanie av Luxemburg (efter hennes civila äktenskap och innan påbudet från Storhertig Henri av Luxemburg om hennes titel.
- 20 oktober 2012 – idag: Hennes Kungliga Höghet Arvstorhertiginnan av Luxemburg

Hennes fullständiga titel är: Hennes Kungliga Höghet Prinsessan Stéphanie Marie Claudine Christine, Arvstorhertiginna av Luxemburg, Arvsprinsessa av Nassau, Prinsessa av Bourbon-Parma.

## Ordnar och dekorationer
- Storkors av Adolf av Nassaus civil- och militärförtjänstorden